# Winsford
Winsford este un oraș în comitatul Cheshire, regiunea North West, Anglia. Orașul aparține districtului Vale Royal a cărui reședință este. 